# Anolis marmoratus
Anolis marmoratus es una especie de anolis endémica de las islas de Guadalupe y de las Antillas Menores del Caribe.
Seis antiguas subespecies han sido elevadas a la categoría de especie: A. ferreus, A. terraealtae, A.kahouannensis, A.chrysops, A.caryae y A.desiradei.
Las subespecies de Anolis marmoratus actualmente aceptadas, cinco viven en la isla de Basse-Terre y dos en la isla de Grande-Terre. Se ha cuestionado la validez de estas subespecies, ya que existe una amplia intergradación entre ellas y la especie muestra una extrema variabilidad en su apariencia; tanto entre regiones como individualmente en la misma región. Esto se ha visto posiblemente potenciado por los cambios en los hábitats por parte de los humanos (permitiendo que las poblaciones entren en contacto más fácilmente entre sí) y las translocaciones de los individuos. La mayoría de los Anolis marmoratus no coinciden claramente con la subespecie típicamente reconocida.
Los estudios genéticos confirman que no existe un fuerte emparejamiento selectivo entre las distintas poblaciones, a pesar de sus diferencias de apariencia y de que se separaron hace unos 650.000 años (el intervalo más acreditado fue hace 351.000 años).

## Subespecies
La tabla siguiente muestra la descripción y distribución geográfica de todas las subespecies de Anolis marmoratus actualmente aceptadas.

| name | description | distribution |
| ---- | --- | --- |
|      | Los machos adultos son de color verde a azul en la cola y amarillo-verde en las extremidades. La cabeza es de un azul verdoso profundo, el cuello y la zona orbital están jaspeados de naranja y la papada es de un amarillo anaranjado con escamas amarillas.                                                                                                   | Capesterre en el sureste de Basse-Terre.                                                                              |
|      | La cabeza y el cuello son marrón grisáceo con el tronco y la cola verde-azul, la barriga negra y las reticulaciones amarillas en la cabeza y el cuello. La papada es amarilla con escamas blancas. | Costa oeste de Basse-Terre.                                                                                           |
|      | La cabeza y el cuello son marrón grisáceo y el tórax es marrón, el tronco es verde que se desvanece a azul y luego marrón grisáceo en la cola. La papada es amarilla con escamas verdosas. Fila de escamas cónicas del cuello. | En la costa noroeste de Basse-Terre.                                                                                  |
|      | El tronco y el abdomen son de un verde brillante que se desvanece a un verde azulado en la cola, el área orbital es azul celeste, la cabeza y el cuello pueden estar muy manchados con azul eléctrico. La papada es amarilla con escamas verdes-grises. | Zona sur de Grande-Terre, así como la región sudeste de Basse-Terre.                                                  |
|      | El tronco y el abdomen son verdes con la cola azul, la cabeza, el cuello y la zona orbital son marrones. La papada es amarilla con escamas blanquecinas.(la foto que se muestra es un híbrido de A.marmoratus inornatus x speciosus) | Norte de Grande-Terre                                                                                                 |
|      | Superficialmente similar a A.marmoratus giraffus, la cabeza es verde oliva brillante que se desvanece a verde eléctrico en el cuello y el cuerpo, la cola es azul eléctrico. Un número de manchas negras salpican la cabeza y el abdomen, las manchas pueden estar rodeadas de anillos amarillos. La papada es amarilla-naranja con escamas verdes amarillentas. | Selvas tropicales en el interior de Basse-Terre, confirmado hasta 743 metros sobre el nivel del mar en Morne à Louis. |